# برایان دکارت
برایان پاتریک دکارت (انگلیسی: Bryan Patrick Dechart؛ زادهٔ ۱۷ مارس ۱۹۸۷) هنرپیشه و تولید کننده محتوا در یوتیوب و توییچ اهل ایالات متحده آمریکا است. وی بیشتر به دلیل بازی در نقش شخصیت کانر در بازی دیترویت: بیکام هیومن شهرت پیدا کرد.
او همچنین در چند فیلم و سریال از جمله The Remaining ۲۰۱۴ و Jane by Design و بازی های ویدیویی مانند رد دد ریدمپشن ۲ و سایبرپانک ۲۰۷۷ به عنوان صداپیشه بازی کرده است.

## زندگی‌شخصی
دکارت در سالت لیک سیتی، یوتا به دنیا آمد و در خارج از نووی، میشیگان بزرگ شد. او به دبیرستان نووی رفت و از مدرسه هنر تیش دانشگاه نیویورک با مدرک BFA در بازیگری فارغ التحصیل شد. او در ۳۰ ژوئن ۲۰۱۸ با بازیگر آمیلیا رز بلیر ازدواج کرد.